# Tropidoscincus aubrianus
Tropidoscincus aubrianus är en ödleart som beskrevs av  Bocage 1873. Tropidoscincus aubrianus ingår i släktet Tropidoscincus och familjen skinkar. IUCN kategoriserar arten globalt som sårbar.
Artens utbredningsområde är Nya Kaledonien. Inga underarter finns listade i Catalogue of Life.